# Réciprocité cubique
En mathématiques, la loi de réciprocité cubique fait référence à divers résultats reliant la résolubilité de deux équations cubiques reliées en arithmétique modulaire. 

## Notations
La loi de réciprocité cubique est plus naturellement exprimée en termes d'entiers d'Eisenstein, c’est-à-dire, l'anneau E des nombres complexes de la forme 
où a et b sont des entiers relatifs et
est une racine cubique de l'unité complexe.  
Si π est un élément premier de E de norme P ≡ 1 (mod 3) et α un élément premier avec π, on définit le symbole résidu cubique {\displaystyle \left({\frac {\alpha }{\pi }}\right)_{3}\,} comme étant la racine cubique de l'unité (puissance de ω) satisfaisant 
De plus, on dit qu'un entier d'Eisenstein est primaire s'il est congru à ±1 modulo 3.

## Énoncé
Pour des nombres premiers primaires non associés π et θ, la loi de réciprocité cubique est :
avec des lois supplémentaires pour les unités et pour l'élément premier 1 – ω de norme 3 qui, pour π = 1 + 3(m + nω), sont :